# Федоренко Володимир Кузьмович
Володимир Кузьмович Федоренко (нар. 22 серпня 1947) — радянський футболіст, виступав на позиції захисника та півзахисника.

## Життєпис
Футбольну кар'єру розпочав у 1966 році в складі дніпродзержинського «Дніпровця», кольори якого захищав до завершення сезону 1969 року. У 1970 році виступав у жовтоводському «Авангарді».
По ходу сезону 1970 року приєднався до дніпропетровського «Дніпра». Дебютував за дніпропетровську команду 15 квітня 1970 року в переможному (2:1) домашньому поєдинку 2-о туру Першої підгрупи класу А проти алматинського «Кайрата». Володимир вийшов на поле на 75-й хвилині, замінивши Романа Шнейдермана. Дебютним голом у футболці «Дніпра» відзначився 28 квітня 1970 року на 55-й хвилині переможного (1:0) виїзного поєдинку 4-о туру Першої підгрупи Класу А проти казанського «Рубіна». Федоренко вийшов на поле в стартовому складі та відіграв увесь матч. У сезоні 1971 року допоміг дніпропетровцям завоювати путівку до Вищої ліги радянського чемпіонату, в якому дебютував 4 квітня 1972 року в переможному (2:1) домашньому поєдинку 1-о туру проти московського ЦСКА. Володимир вийшов на поле в стартовому складі та відіграв увесь матч. У Першій та Вищій лізі радянського чемпіонату зіграв 150 матчів, в яких відзначився 4-а голами, ще 14 поєдинків відіграв у кубку СРСР.
У 1976 році виступав в аматорському клубі «Колос» (Павлоград), а в 1982 році — за футбольну команду Заводу Карла Лібкнехта (Дніпропетровськ).